# Cypselurus naresii
Cypselurus naresii är en fiskart som först beskrevs av Günther, 1889.  Cypselurus naresii ingår i släktet Cypselurus och familjen Exocoetidae. Inga underarter finns listade i Catalogue of Life.